# Xian de Zhanang
Le xian de Zhanang aussi Dranang (tibétain : གྲ་ནང་རྫོང, Wylie : gra nang ; 扎囊县 ; pinyin : Zhānáng Xiàn) est un district administratif de la région autonome du Tibet en Chine. Il est placé sous la juridiction de la ville-préfecture de Shannan.

## Démographie
La population du district était de 36 384 habitants en 1999.
La ville de Zhanang comptait 9 181 habitants en 2000.

Xian de Zhanang
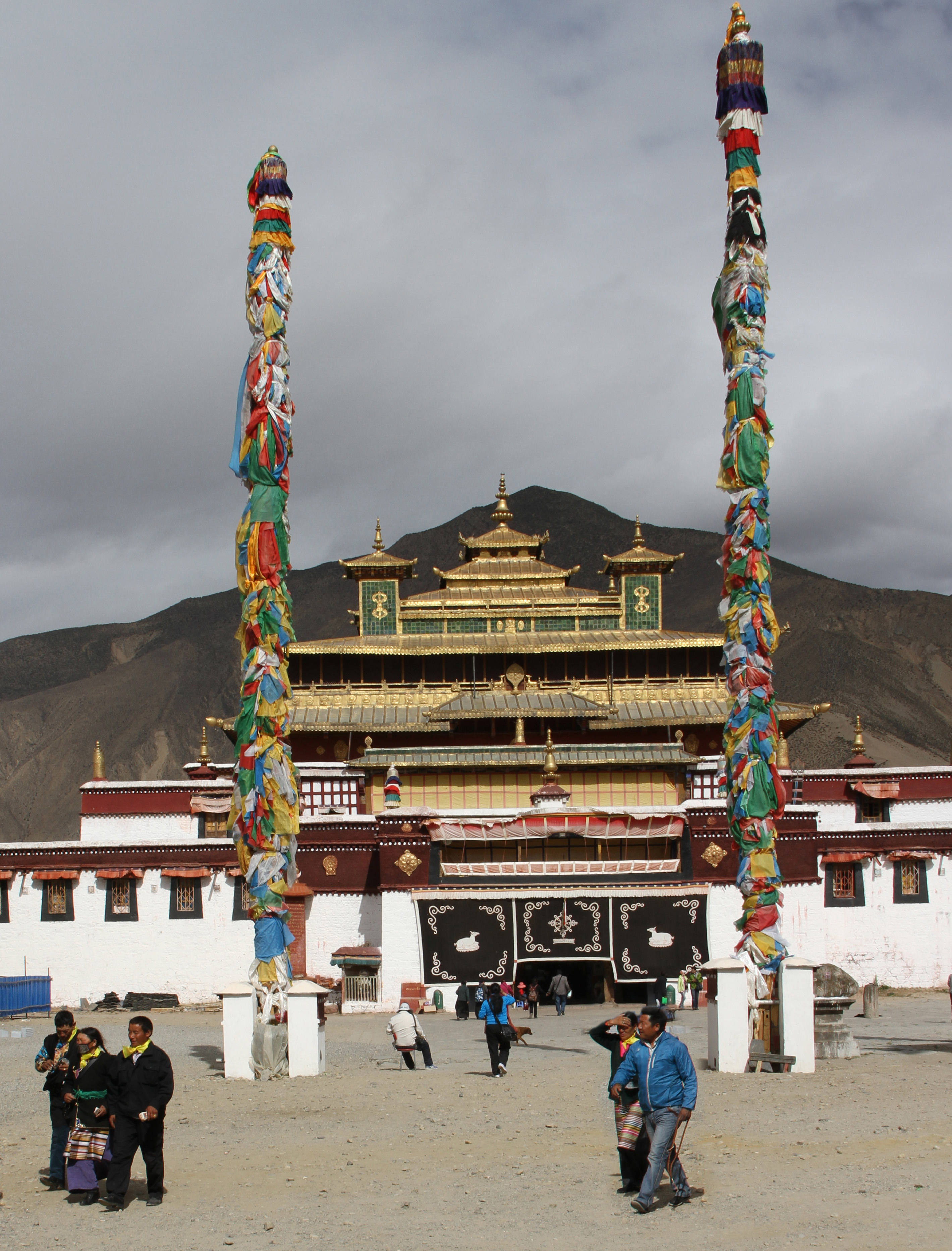
Monastère de Samye
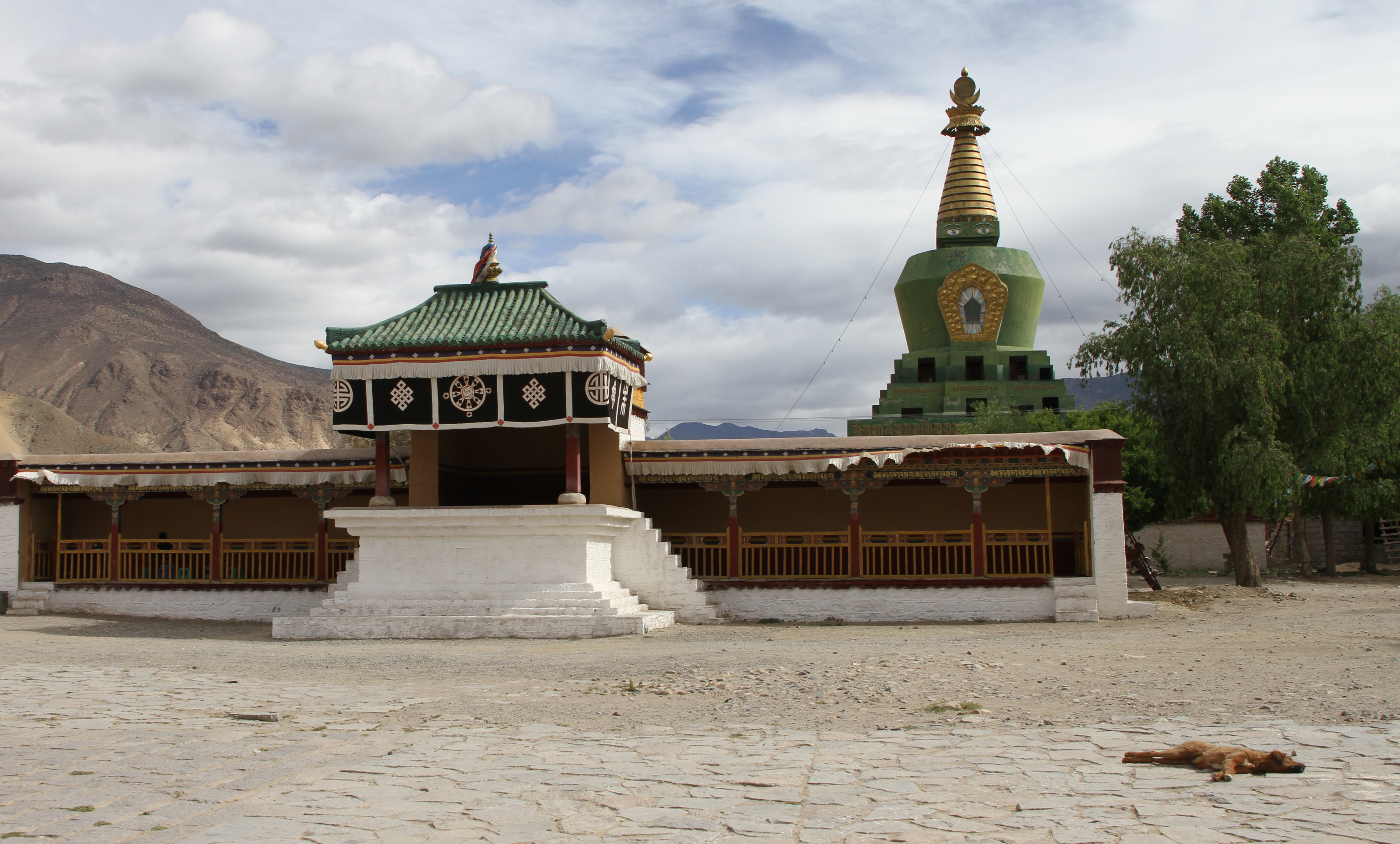
Stupa vert à Samye
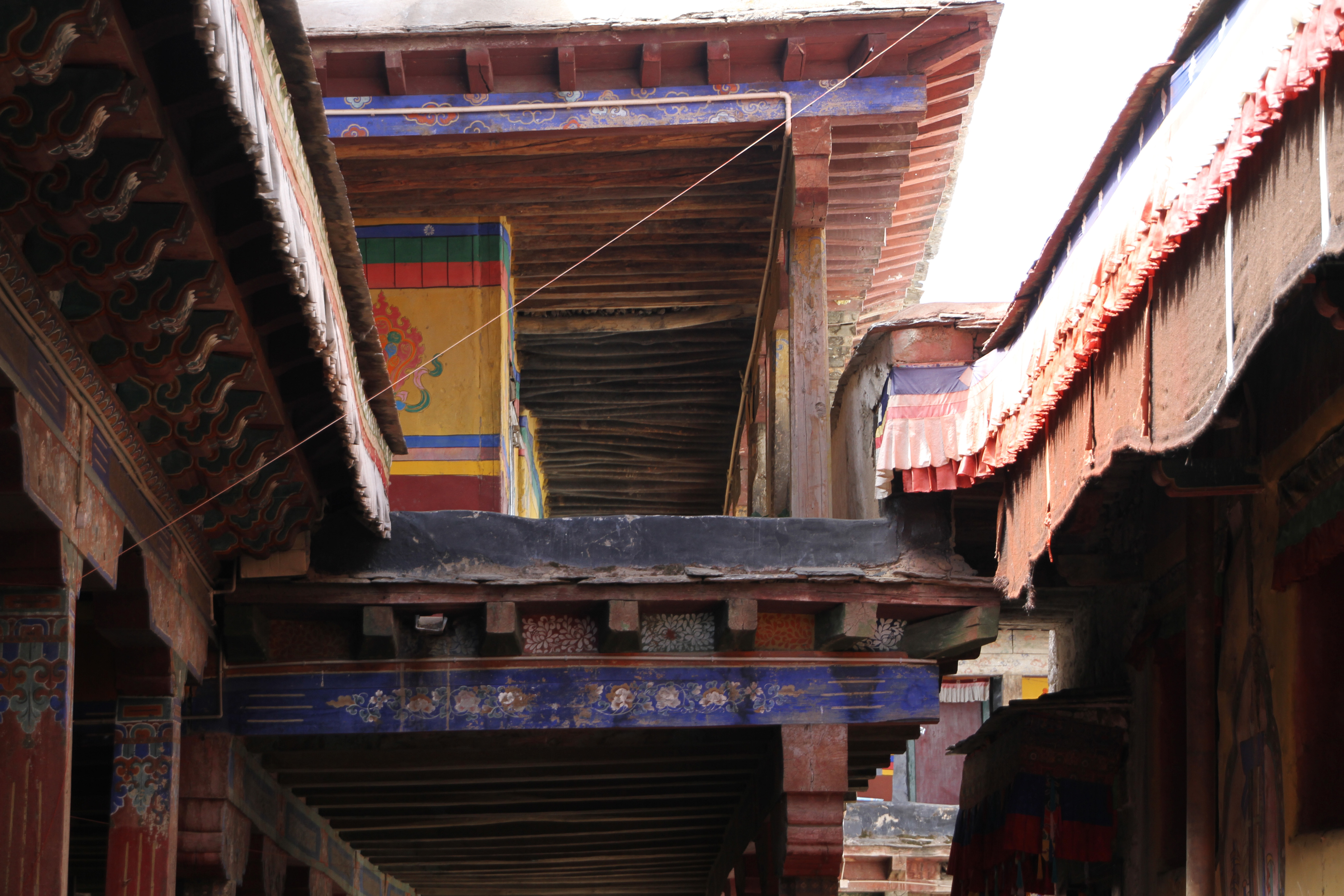
Monastère de Samye
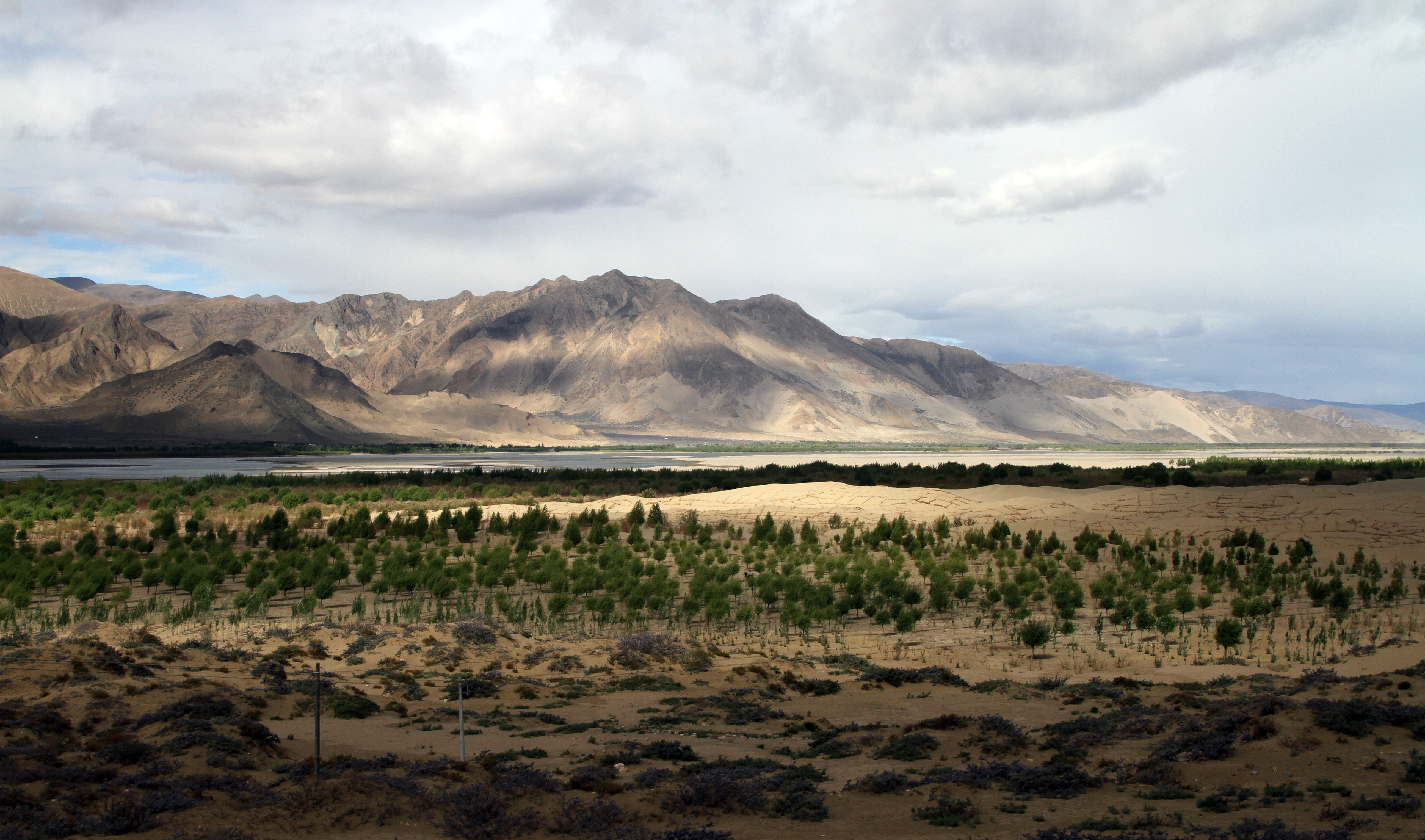
Yarlung Tsangpo
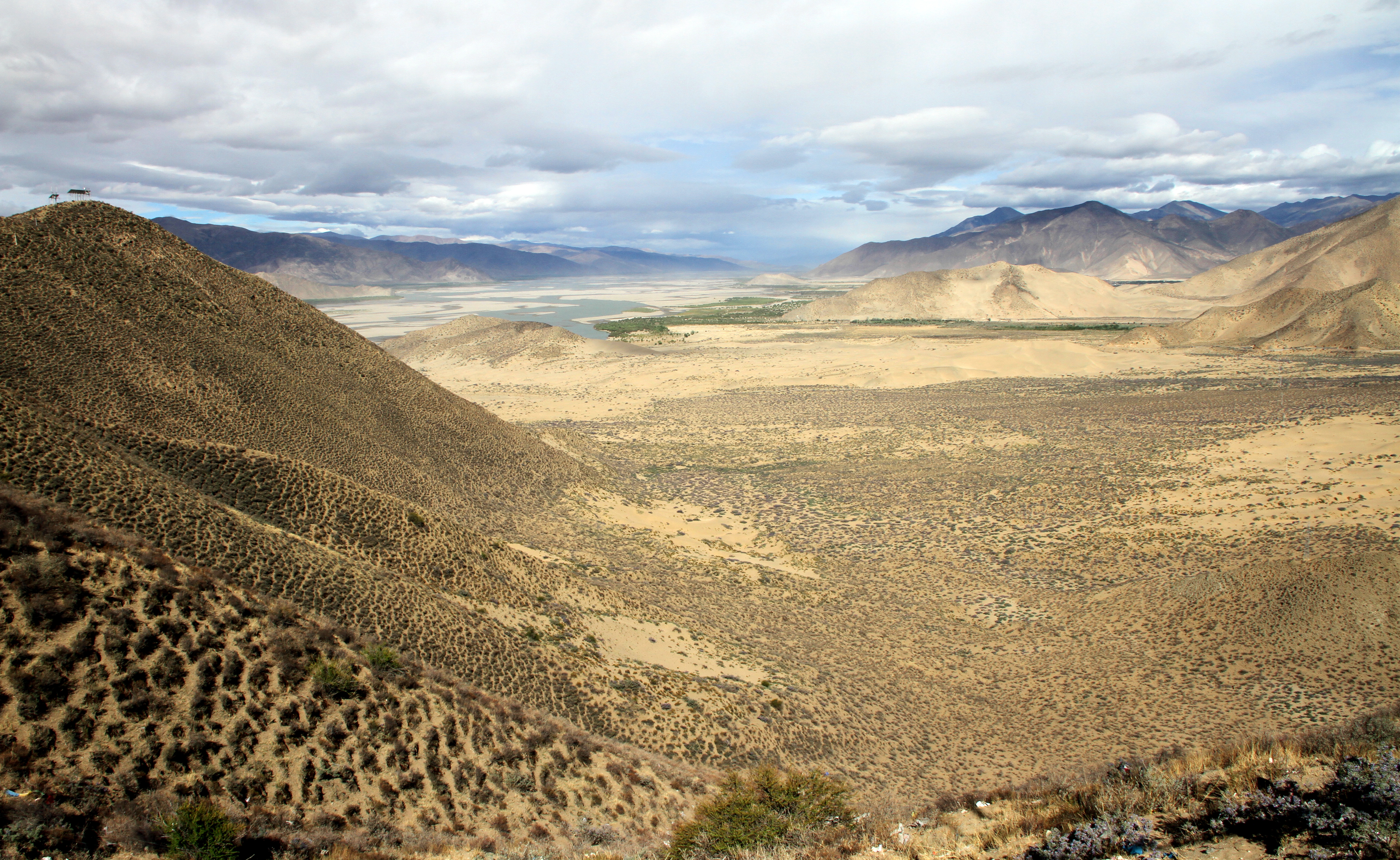
Yarlung Tsangpo
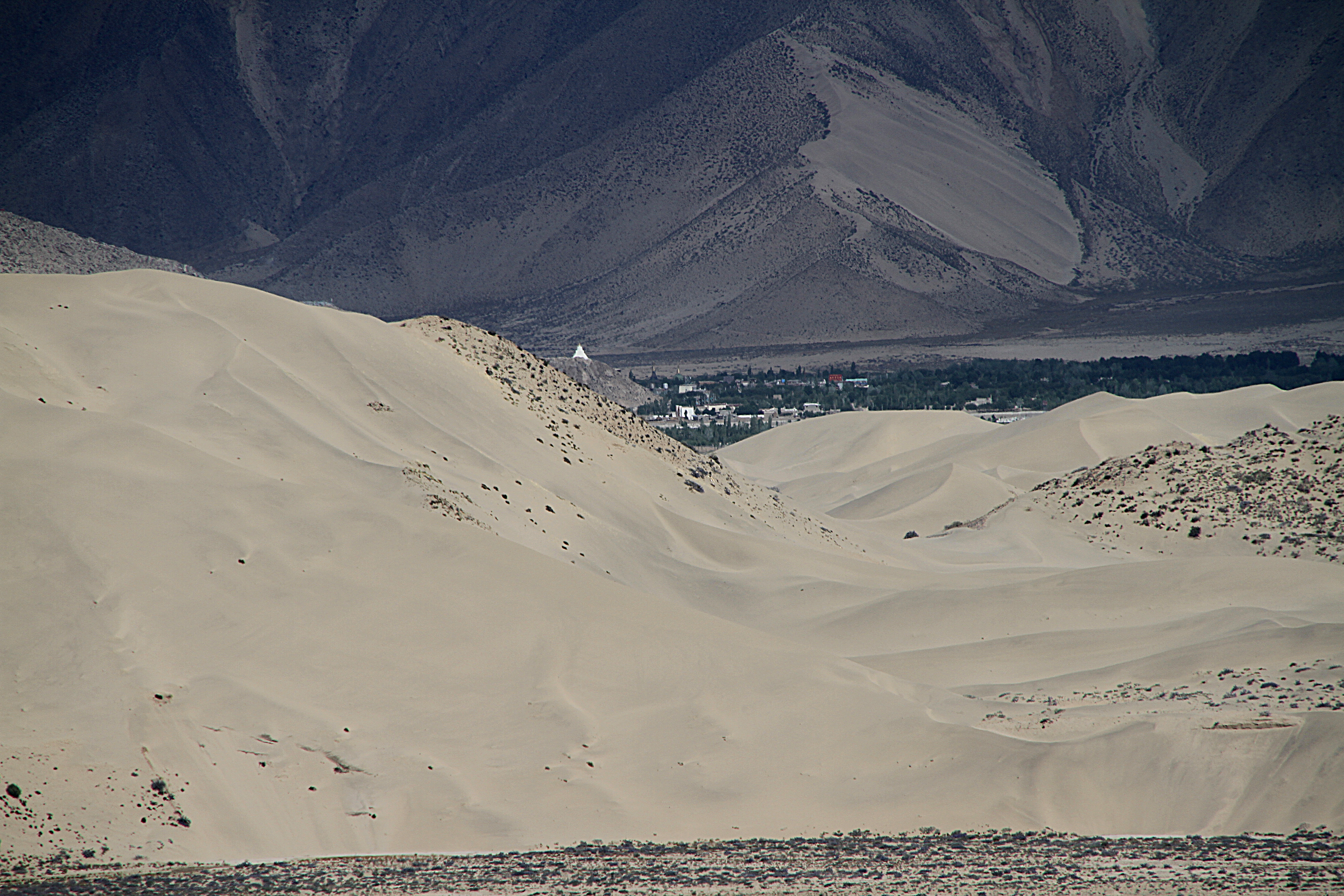
Village